# Gonzalo de Villa y Vásquez
Gonzalo de Villa y Vásquez S.J. (Madrid, España, 28 de abril de 1954) es un sacerdote jesuita, arzobispo, filósofo, teólogo, humanista, profesor y politólogo español afincado en Guatemala que se desempeña como arzobispo de Santiago de Guatemala.

## Biografía

### Primeros años y formación
Nacido en la ciudad de Madrid, el día 28 de abril de 1954.
Es hijo de Gonzalo de Villa Santa Fe, un destacado activista por los derechos de los guatemaltecos naturalizados y María Teresa Vásquez de Villa, quien murió en la matanza en la embajada española de Guatemala en enero de 1980. 

### Vida religiosa
En su juventud cuando descubrió su vocación religiosa se unió a la Compañía de Jesús.
Realizó sus estudios de noviciado con los jesuitas en República Dominicana y los de Filosofía y su licenciatura en Humanidades por  el Instituto Libre de Filosofía de México y la Universidad Nacional Autónoma de Nicaragua (UAN). 
Además estudió Teología en el Instituto de Teología para Religiones de Caracas (Venezuela).

### Sacerdocio
El 13 de agosto de 1983 fue ordenado sacerdote en Panamá, por Marcos G. McGrath y tomó los votos perpetuos en su orden.
Tras su ordenación fue Canadá, donde hizo un máster en Pensamiento social y Pensamiento político.
Al terminar sus estudios superiores, ha trabajado como profesor de filosofía en la Universidad Centroamericana de Managua, de religión en el  Colegio San Ignacio de Caracas y de filosofía y ciencias políticas en la Universidad Rafael Landívar de Ciudad de Guatemala.
Durante estos años, también ha sido: 
- Delegado superior provincial de la Compañía de Jesús de Centroamérica
- Párroco de la iglesia San Antonio de Padua en Guatemala
- Superior en varias casas religiosas de la Compañía de Jesús en Guatemala
- Rector de la Universidad Rafael Landívar y superior de la comunidad San Borja.

## Episcopado

### Obispo Auxiliar de Guatemala
El 9 de julio de 2004 el papa Juan Pablo II lo nombró obispo titular de Rotaria y obispo auxiliar de Guatemala.
Recibió la consagración episcopal el 25 de septiembre del mismo año, a manos de su consagrante principal: el entonces cardenal y arzobispo guatemalteco Rodolfo Quezada Toruño y de sus coconsagrantes: el entonces nuncio apostólico en el país Bruno Musarò y el obispo de Suchitepéquez-Retalhuleu, Pablo Vizcaíno Prado.

### Obispo de Sololá-Chimaltenango
Desde el 28 de julio de 2007, tras haber sido nombrado por el papa Benedicto XVI, es obispo de la diócesis de Sololá-Chimaltenango, sucediendo a Raúl Martínez. Tomó posesión oficial del 22 de septiembre.
Al mismo tiempo desde el 2 de octubre de 2010 hasta el 17 de septiembre del año siguiente, fue administrador apostólico de la arquidiócesis de Los Altos Quetzaltenango-Totonicapán.

### Arzobispo Primado de Guatemala
Tras una larga sede vacante, el 9 de julio de 2020 fue nombrado arzobispo metropolitano de Santiago de Guatemala,  por el papa Francisco sucediendo a Óscar Julio Vian Morales quien falleció el 24 de febrero de 2018. Tomó posesión de la arquidiócesis de Guatemala el jueves 3 de septiembre en una ceremonia sencilla debido a que la asistencia de personas al acto de toma posesión fue limitada por las circunstancias de la pandemia del COVID-19.